# Wortfuß
Wortfuß bezeichnet in der Verslehre eine dem Kolon ähnliche semantisch-rhythmische Einheit.

## Begriffsgeschichte und -bedeutung
Der „Wortfuß“ ist ein durch den Dichter Friedrich Gottlieb Klopstock (1724–1803) geprägter Begriff. Im Rahmen seiner Verslehre (vgl. „Vom deutschen Hexameter“, 1779) ist der Wortfuß die kleinste rhythmische Einheit und damit Periode und Strophe untergeordnet. Im Unterschied zum „künstlichen“ Versfuß (z. B. Jambus, Trochäus, Daktylus etc.) ist der Wortfuß kein rhythmisches Abstraktum, sondern leitet sich aus einer konkreten sprachlichen Umgebung, aus einem oder mehreren Wörtern ab. Im Unterschied zum Kolon trägt der Wortfuß eine Bedeutung. Wortfuß und Versfuß können auch identisch sein (vgl. unten das Beispiel „Die Sommernacht“).
Folgendes Beispiel Klopstocks (vgl. „Vom deutschen Hexameter“, S. 184/185) illustriert die Unterscheidung zwischen Wortfuß und Versfuß. Der Hexameter
„Schrecklich erscholl der geflügelte Donnergesang in der Heerschar.“
kann untergliedert werden in sechs „künstliche“ Versfüße (fünf Daktylen und ein Spondeus)
— u u	        Schrecklich er
— u u		scholl der ge
— u u		flügelte
— u u		Donnerge
— u u		sang in der
— —		Heerschar.
und vier Wortfüße
— u u —		Schrecklich erscholl
u u — u u		der geflügelte
— u u —		Donnergesang
u u — —		in der Heerschar.
Entgegen der literaturgeschichtlichen Bedeutung von „Wortfuß“ und „Wortfußrhythmik“ hat sich der Begriff aufgrund der starken Einbettung in Klopstocks hermetische metrische Theorie in den Verslehren des 19. und 20. Jahrhunderts nur ansatzweise durchgesetzt.

## Der Wortfuß in Klopstocks metrischer Theorie
Klopstock versucht das Wesen der poetischen Sprache als „Wortbewegung“ zu erfassen, wobei er von der Annahme einer „begriffmäßigen Silbenzeit“ für das Deutsche ausgeht. Die Stammsilbenbetonung der deutschen Prosodie setzt die Betonung immer auf den die Bedeutung tragenden Wortteil. Klopstock folgert daraus, dass diesem Umstand der gesprochenen auch in der poetischen Sprache Rechnung getragen werden müsse, wenn sie natürlich wirken und den Zuhörer überzeugen soll. Dies geschieht durch die Einführung des Begriffes „Wortfuß“.
Der Wortfuß ist im Gegensatz zum rhythmisch abstrakten Versfuß sprachlich-semantisch erfüllter Rhythmus, der gebunden ist an ein Wort oder eine zusammengehörige Wortverbindung.
Diese zeitlich-materielle Ausgefülltheit oder Erfüllung des Rhythmus als Wortfuß äußert sich in zweifacher Hinsicht: qualitativ und quantitativ.
Qualitativ ist dies der Fall im Begriff des „Tonverhalts“ und den damit verbundenen Bedeutungszuweisungen. Klopstock erstellt einen Katalog von 44 Wortfüßen, die ihrer semantischen „Beschaffenheit“ nach klassifiziert sind in „Sanftes“, „Starkes“, „Muntres“, „Heftiges“, „Ernstvolles“, „Feyerliches“ und „Unruhiges“. Das Klassifikationskriterium für den „Tonverhalt“ eines Wortfußes ist dabei die konkrete Abfolge betonter und unbetonter Silben innerhalb dieser semantisch-rhythmischen Einheit.
Demgegenüber nennt Klopstock das rein quantitative, anteilige Verhältnis betonter zu unbetonten Silben „Zeitausdruck“. Dies ist jedoch weniger offensichtlich auf der Ebene des Wortfußes als auf der Ebene der ganzen Strophe. Im „Zeitausdruck“, im quantitativen Übergewicht betonter oder unbetonter Silben, liegt das Kriterium, ob eine Strophe (oder auch ein Wortfuß) als schnell oder langsam empfunden wird. Viele unbetonte Silben beschleunigen nach Klopstock das Versmaß, viele betonte verlangsamen es.
Entscheidend ist hier für Klopstock die Wahrnehmung dessen, was gehört wird:
„Die in den Wortfüßen versteckten künstlichen gehn den Zuhörer gar nichts an. Er hört sie nicht; er hört nur die Wortfüße: und fällt, nach diesen allein, sein Urtheil über den Vers.“ (Vom deutschen Hexameter, S. 185)
Die rhythmische, die Bedeutung im Rhythmus tragende Bewegung des Wortfußes oder einer Folge von Wortfüßen wird unmittelbar durch die Sinne wahrgenommen und „körperlich“ verstanden:
„Wir bekommen die Vorstellungen, welche die Worte, ihrem Sinne nach, in uns hervorbringen, nicht völlig so schnell, als die, welche durch die Worte, ihrer Bewegung nach, entstehn. Dort verwandeln wir das Zeichen erst in das Bezeichnete; hier dünkt uns die Bewegung gerade zu das durch sie Ausgedrückte zu seyn.“ (Vom deutschen Hexameter, S. 207)
Beispiele
Die Sommernacht
uu — u, u u — u, u u —,
uu — u, u u —, u u — u,
uu — u, u u — u,
uu — u u —.
Wenn der Schimmer von dem Monde nun herab
In die Wälder sich ergießt, und Gerüche
Mit den Düften von der Linde
In den Kühlungen wehn;
So umschatten mich Gedanken an das Grab
Der Geliebten, und ich seh in dem Walde
Nur es dämmern, und es weht mir
Von der Blüthe nicht her.
Ich genoß einst, o ihr Todten, es mit euch!
Wie umwehten uns der Duft und die Kühlung,
Wie verschönt warst von dem Monde,
Du o schöne Natur!
Die Ode „Die Sommernacht“ (1766) folgt einem von Klopstock selbst stammenden, dem Text vorangestellten Strophenschema, das in seiner Gliederung nach Wortfüßen vor allem den dritten Päon (u u — u) erkennen lässt, der in jeder Strophe sechsmal vorkommt.
Dieser das gesamte Gedicht umschließende Rhythmus ruft aufgrund seiner ständigen Präsenz eine einzige, gleich bleibende Stimmung hervor, nämlich die sommernächtliche Stimmung von einst, die Klopstock gemeinsam mit den nun toten Freunden erleben durfte und die nun qua Rhythmus wieder fühlbar wird. Der Tonverhalt dieses dritten Päon entstammt der Kategorie „Muntres“ und scheint nur auf den ersten Blick zur elegischen Stimmung unpassend zu sein, denn er evoziert nicht diese, sondern die Stimmung von einst, d. h. die Stunden intimen Zusammenseins mit den Freunden. Klopstock drückt diese Intimität nicht nur aus, er stellt diese Intimität mittels der rhythmischen Anlage des Textes real in diesem Augenblick, wenn die Ode erklingt, geradezu körperlich erfahrbar wieder her.
Die hier bereits ersichtlichen Auswirkungen der Wortfüße und der Wortfußrhythmik erreichen in Klopstocks freirhythmischen Oden, die keinem zu erfüllenden Schema mehr folgen, im Zusammenfallen von Metrum und Rhythmus ihren auch für die folgende literaturgeschichtliche Entwicklung bedeutsamen Höhepunkt.
Die folgende 21. Strophe aus der Ode „Die Kunst Tialfs“ (1767) zeigt in den Versen 3 und 4 diesen Prozess:
Von des Normanns Sky. Ihm kleidet die leichte Rinde der Seehund;
Gebogen steht er darauf, und schießt, mit des Blitzes Eil,
Die Gebirg' herab!
Arbeitet dann sich langsam wieder herauf am Schneefelsen.
Der kurze, die Bewegung der Talfahrt des Skifahrers porträtierende dritte Vers (u u — u —) steht dem langen vierten Vers gegenüber, der mit schweren Schritten bergauf stapft (— u u, — u, — u, — u, u —, u — — u). Der entscheidende rhythmische Richtungswechsel zwischen „wieder“ und „herauf“ (— u, u —) und das Ankommen auf dem Plateau „am Schneefelsen“ (u — — u) führen in rhythmischer Hinsicht direkt zu Gedichten wie etwa Hölderlins „Hälfte des Lebens“, wo durch Fügungen wie „die Mauern stehn / sprachlos und kalt“ (u — u — / — u u —) ähnliche rhythmische Richtungswechsel eine neue Form bestimmen, die sich von der Metrik gelöst hat und aus autonom gesetzten gegeneinander wirkenden Rhythmen besteht.